# Сандухой (тайп)
Сандухой (чечен. Сандахой) — один из чеченских тайпов, входящий в тукхум шарой. Был расселён в основном в юго-восточной части Чеченской Республики. Верховье реки Шаро-Аргун.

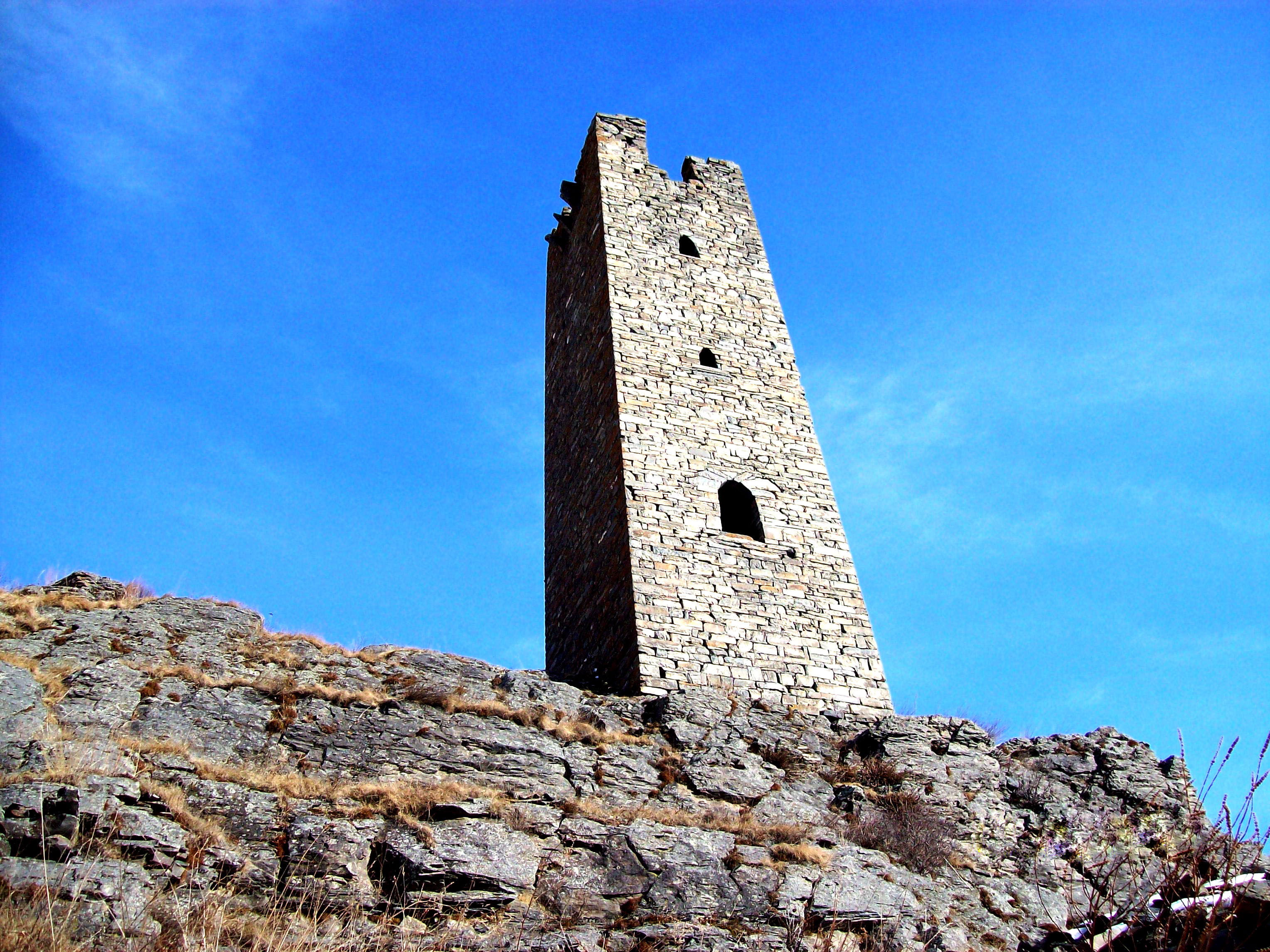
Сандухойская сторожевая башня

## Этимология
Происхождения название сандухой не ясна (возможно от сана/сона — угол, тупик).

## География
Границы земель тайпа были почти 4-х км вершины Бокового хребта с юга и юго-востока, с севера левобережный по реке Шаро-Аргун хребет Кобулам (3283 м) отделял тайп сандухой от соседнего тайпа Хачарой. Единственное на востоке ущелье реки Шаро-Аргун давало сообщение с аулами тайпа кесалой (сообщавшегося в свою очередь шедшими на север тропами с Чаьнти). Другое сообщение, в виде узкой тропы, вело на юг к Тушетии (Грузия), через перевал по склону горы и одноименного ледника Качо (Качу) и было доступно только в летние месяцы.

## Поселения тайпа
На территории тайпа имелись поселения Сандухой, Качехой(Кочие), Кебосой, Мозухи, Пхиеди, и несколько башенных хуторов: Ехаран-бавнаш, Цхьогалан -гала, Гезилайн куллаш, Бевнах кортай.